# 小野江村
小野江村（おのえむら）は三重県一志郡にあった村。現在の松阪市の北西部、雲出川の下流右岸にあたる。

## 地理
- 河川：雲出川

## 歴史
- 1889年（明治22年）4月1日 - 町村制の施行により、小野江村・肥留村・西肥留村・舞出村・甚目村の区域をもって発足。
- 1955年（昭和30年）3月21日 - 米ノ庄村・天白村・鵲村と合併して三雲村が発足。同日小野江村廃止。

## 交通

### 鉄道路線
- 近畿日本鉄道
  - 伊勢線
    - 小野江駅

上記のほか、村域を日本国有鉄道の参宮線（現・紀勢本線）が通過したが、駅は所在しなかった。

### 道路
- 国道23号